# بابی آزبورن

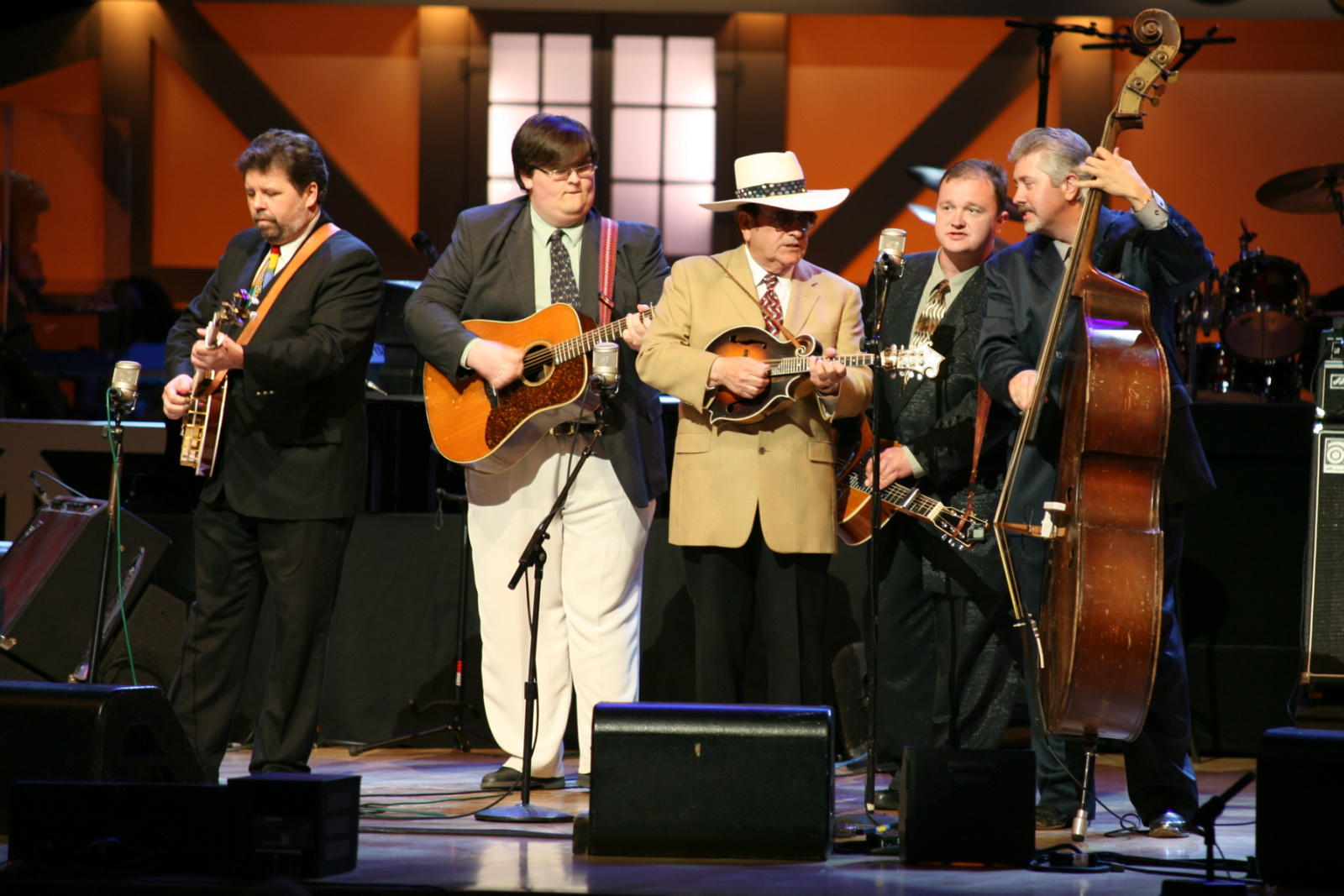
آزبورن (نفر سوم از سمت چپ با کلاه سفید) در حال اجرا در گرند ال اپری، سال ۲۰۰۷

بابی وَن آزبورن (زادهٔ ۷ دسامبر ۱۹۳۱ – درگذشتهٔ ۲۷ ژوئن ۲۰۲۳) نوازنده بلوگرس آمریکایی بود. او یکی از اعضای سپاه تفنگداران دریایی ایالات متحده بود که برای خدماتش نشان قلب بنفش (پرپل هارت) را دریافت کرد و در سال ۱۹۵۳ از سپاه تفنگداران دریایی آمریکا خارج شد. او در تاریخ ۲۷ ژوئن ۲۰۲۳ در سن ۹۱ سالگی درگذشت.
ساز اصلی آزبورن ماندولین بود. او به همراه برادرش با تشکیل گروهی در سال ۱۹۵۳، از پرنفوذترین هنرمندان سبک موسیقی بلوگرس در آمریکا شدند.

## حرفه و شغل
بابی آزبورن از دهه ۱۹۵۰ ضبط‌های زیادی منتشر کرد. آهنگ‌های ضبط شده «راکی تاپ» و «کنتاکی» توسط گروه موسیقی برادران آزبورن به ترتیب به عنوان آهنگ‌های رسمی ایالت تنسی و کنتاکی معرفی شدند. آزبورن در سال ۱۹۵۱ به نیروی تفنگداران دریایی ایالات متحده پیوست و در جنگ کره خدمت کرد. او در عملیات مجروح شد و به پاس خدماتش در جنگ، نشان قلب بنفش را دریافت کرد.
آلبوم انفرادی original در سال ۲۰۰۷ اولین آلبوم او پس از Bluegrass & Beyond (بلوگرس و فراتر) در سال ۲۰۰۹ بود. این آلبوم محصول همکاری آزبورن با پیتر روون بود که او را به همکاری دیگری با آلیسون براون رساند. در این آلبوم بسیاری از نوازندگان و هنرمندان بلوگراس آمریکایی حضور داشتند. از جمله هنرمندانی که در این آلبوم حضور داشتند می‌توان به وینس گیل، سام بوش، جیم لادردیل، سیرا هال، کلر لینچ، استوارت دانکن و راب ایکس اشاره کرد.
آزبورن تا زمان درگذشت‌اش به اجرای برنامه با گروه خود ادامه داد.